# Woodberry Glacier
Woodberry Glacier är en glaciär i Antarktis. Den ligger i Östantarktis. Nya Zeeland gör anspråk på området. Woodberry Glacier ligger 662 meter över havet.
Terrängen runt Woodberry Glacier är varierad. Trakten är obefolkad. Det finns inga samhällen i närheten. 